# Jacknife Lee
Garret "Jacknife" Lee é um produtor musical e engenheiro de áudio. Vencedor do Grammy Award. Ele já trabalhou com uma variedade de artistas, incluindo: U2, R.E.M., Green Day, Snow Patrol, Bloc Party, Two Door Cinema Club e Editors. Ele está trabalhando no novo álbum de Bob Dylan com Rick Rubin e com os Catfish and the bottlemen